# Gazoductul Giurgiu-Ruse
Conducta de gaze Giurgiu-Ruse asigură interconectarea sistemului de transport al gazelor din România cu cel din Bulgaria.
Gazoductul este făcut în parteneriat cu Transgaz, compania națională de transport a gazelor naturale, și presupune o investiție de 24 de milioane de euro, din care 10 milioane de euro va reprezenta contribuția Transgaz, restul proiectul urmând să fie finanțat de către Bulgartransgaz.
Conducta va avea o lungime de 25 de kilometri și va fi a doua conductă care va lega România de un stat vecin, după ce în 2010 piața locală a fost legată de sistemul unguresc de transport al gazelor naturale.